# Halo (Bildbearbeitung)

Halo-Effekt

Ein Halo ist ein (in der Regel ungewollter) Effekt in der digitalen Bildbearbeitung ("Heiligenschein" um das Bildobjekt).

## Entstehung
Er tritt auf, wenn in einem Objekt durch Antialiasing ein Farbübergang zum Hintergrund besteht und der Hintergrund ausgetauscht wird. Dies passiert häufig in folgenden Fällen:
- In GIF-Bildern wird der Hintergrund als transparent definiert, der Übergang zum Hintergrund jedoch nicht, da es in diesem Format keine abgestufte Transparenz gibt. Wird das Bild auf einer Webseite vor anderem Hintergrund dargestellt, tritt der Halo-Effekt auf.
- Schneidet man mit Bildbearbeitungssoftware derartige Objekte aus und fügt sie in anderen Bildern ein, tritt derselbe Effekt auf.

## Abhilfe
Das Problem kann vermieden werden, wenn das Datenformat Antialiasing durch unterschiedliche Transparenzstufen oder einen Alphakanal unterstützt. Arbeitet man mit Vektorgrafik und wandelt das Bild erst nach Austauschen des Hintergrunds in eine  Rastergrafik, tritt das Problem ebenfalls nicht auf. Dies ist bei Digitalfotos nicht möglich, da sie nur als Rastergrafik vorliegen.
|  |  |